# Paleografia

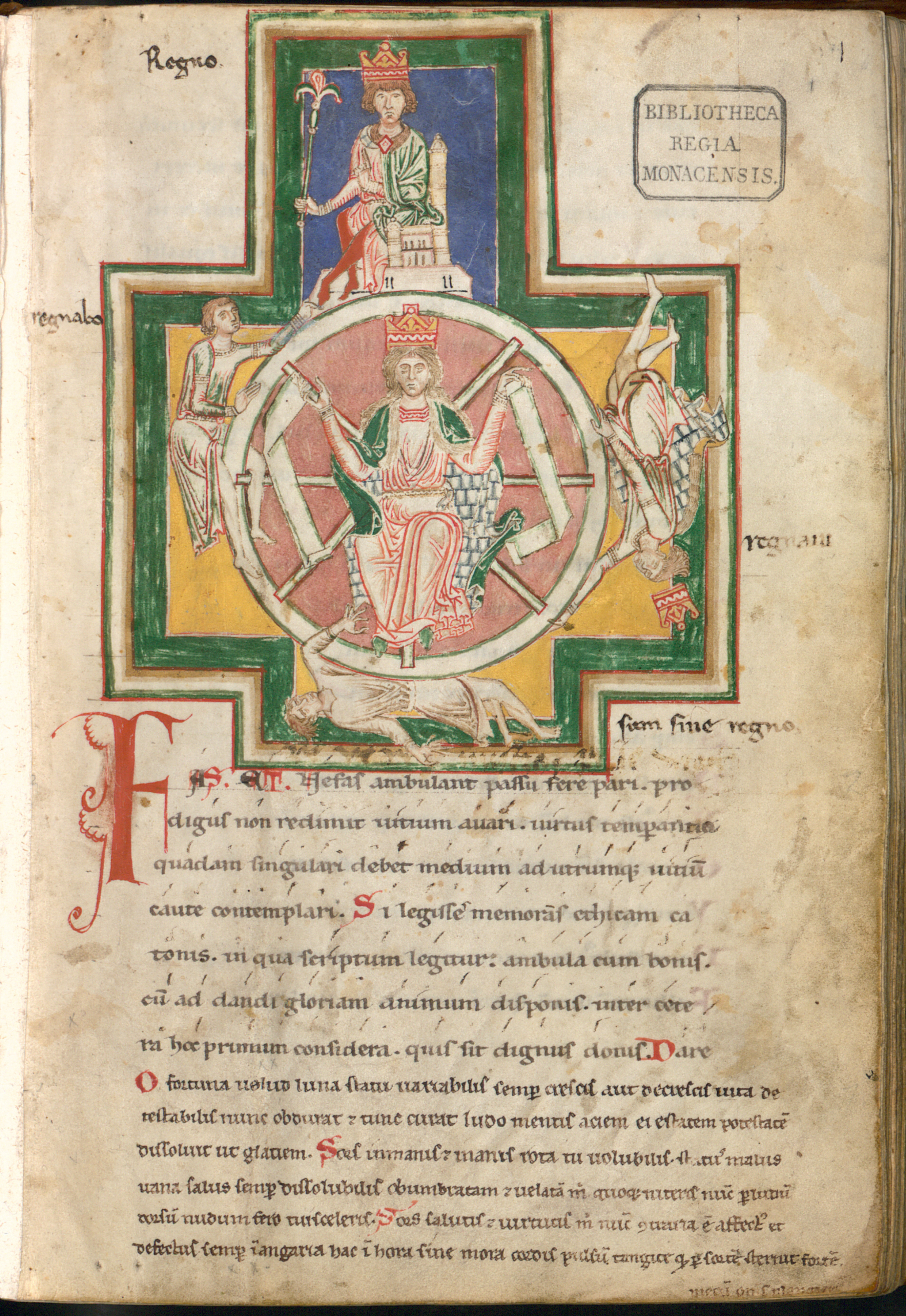
Codex Buranus (Carmina Burana, c. 1230)

Paleografia (do grego παλαιός, antigo e γραφή, escrita) é o estudo de textos manuscritos antigos e medievais, independentemente da língua veicular do documento. Por extensão de sentido, a paleografia estuda a origem, a forma e a evolução da escrita, independentemente do tipo de suporte físico onde foi registrada, do material utilizado para proceder ao registo, do lugar onde foi utilizada, do povo que a utilizou e dos sinais gráficos que adotou para exprimir a linguagem.

### Em formato digital disponível na Internet
- «Costa, Avelino Jesus. Os mais antigos documentos escritos em Português» (PDF)
- «Ribeiro, Fernanda. O Ensino da Paleografia e da Diplomática no Curso de Bibliotecário-Arquivista» (PDF)
- «Cruz, António. Observações Sobre o Estudo da Paleografia em Portugal», in Cale : Revista da Faculdade de Letras do Porto. Porto, Faculdade de Letras da Universidade do Porto, 1966, pag. 173.

### Em papel

#### Geral
- Berwanger, Ana Regina; Leal, João Eurípedes Franklin. Noções de Paleografia e Diplomática. Santa Maria, Editora da Universidade Federal de Santa Maria, 3.ª ed. revista e ampliada, 2008. ISBN 978-85-7391-100-8.
- Coelho, Maria Helena da Cruz e outros. Estudos de Diplomática Portuguesa. Lisboa, Edições Colibri e Faculdade de Letras da Universidade de Coimbra, 2001.
- Costa, Avelino de Jesus da. Normas Gerais de Transcrição de Documentos e Textos Medievais e Modernos. 3.ª edição, Coimbra, 1993.
- Cruz, António. Paleografia Portuguesa. Porto, Universidade Portucalense, 1987.
- Santos, Maria José Azevedo. Da visigótica à carolina: a escrita em Portugal de 882 a 1172. Lisboa, Fundação Calouste Gulbenkian e J.N.I.C.T., 1994.
- Santos, Maria José Azevedo. Ler e compreender a escrita na Idade Média. Lisboa, Edições Colibri e Faculdade de Letras da Universidade de Coimbra, 2000.
- Nunes, Borges, Abreviaturas paleográficas portuguesas, Lisboa, Faculdade de Letras, 1980

#### Álbuns
- Costa, Avelino de Jesus da. Álbum de Paleografia e Diplomática Portuguesas: vol. I: Estampas. Coimbra, 1997.
- Marques, A. H. de Oliveira; Dias, João José Alves; Rodrigues, Teresa F. Álbum de Paleografia. Lisboa, Editorial Estampa, 1987.
- Nunes, E. Borges, Álbum de Paleografia Portuguesa, Lisboa:Faculdade de Letras. 1980 (pasta com documentos móveis)

#### Especial
- Marques, José. L'écriture de Francesco Cavalcanti, une nouveauté au Portugal: 1482. In «Revista da Faculdade de Letras - História», II série, vol. XII, pp. 151-182, Porto, Faculdade de Letras, 1995.
- Marques, José. Práticas paleográficas em Portugal no século XV. In «Revista da Faculdade de Letras - Ciências e Técnicas do Património», I série, vol.1, pp. 73-96, Porto, Faculdade de Letras, 2002.